# فرودگاه پریس ولی
 فرودگاه پریس ولی (به انگلیسی: Perris Valley Airport) یک فرودگاه خصوصی است که یک باند فرود آسفالت دارد و طول باند آن ۱۵۵۴ متر است. این فرودگاه در کشور ایالات متحده آمریکا قرار دارد و در ارتفاع ۴۳۱ متری از سطح دریا واقع شده است.